# Diaphorus plumicornis
Diaphorus plumicornis är en tvåvingeart som först beskrevs av Meijere 1913.  Diaphorus plumicornis ingår i släktet Diaphorus och familjen styltflugor. Inga underarter finns listade i Catalogue of Life.